# امبومو
امبومو (به لاتین: Mbomou) یک منطقهٔ مسکونی در جمهوری آفریقای مرکزی است که در جمهوری آفریقای مرکزی واقع شده‌است. امبومو ۶۱٬۱۵۰ کیلومتر مربع مساحت و ۱۶۴٬۰۰۹ نفر جمعیت دارد.